# Indianapolis Olympians
Az Indianapolis Olympians a National Basketball Association (NBA) egyik alapítótagja volt. 1949-ben alakult és 1953-ban szűnt meg. Otthonuk a Butler Fieldhouse (napjainkban: Hinkle Fieldhouse) volt a Butler Egyetem kampuszán.

## Története
Az Olympianst 149-ben alapították, hogy átvegye az Indianapolis Jets helyét. A csapat legjobb játékosai a Kentucky-i Egyetem volt tanulói, Alex Groza és Ralph Beard voltak, akik mindketten fontos szerepet játszottak az amerikai válogatott olimpiai bajnoki címéhez 1948-ban. A csapat tagja voltak továbbá az olimpiai bajnok Wallace Jones és Cliff Barker. A brit Joe Holland a csapat erőcsatára volt az 1952-es szezonban.
Az 1951-es szezont követően Grozát és Beardet Maurice Podoloff életük végéig eltiltotta az NBA-től, miután azok elismerték, hogy egyetemen több mérkőzés eredményét is utólag megváltoztatták. Az Olympians mindössze 28 mérkőzést nyert meg 71-ből és 1953-ban megszűnt. Négy szezon alatt 132 mérkőzést nyertek meg és 137-et vesztettek el.
Indianapolis 1976-ig nem kapott újra NBA-csapatot, mikor az Indiana Pacers egyike volt a négy csapatnak, amelyet az NBA átvett az ABA-ból.
Az Olympians ettől függetlenül része az NBA történetének, hiszen ők nyerték meg a leghosszabb mérkőzést a liga történetében, amely hat ráadás után 75–73-es végeredménnyel ért véget, 1951. január 6-án.

## Szezonok
| NBA bajnok | Csoportgyőztes | Rájátszás |

| Szezon    | Csoport | Helyezés | Gy | V  | Gy%  | GB   | Rájátszás                                                                              | Díjak | Vezetőedző              |
| --------- | ------- | -------- | -- | -- | ---- | ---- | -------------------------------------------------------------------------------------- | ----- | ----------------------- |
| 1949–1950 | Nyugat  | 1.       | 39 | 25 | .609 | —    | Megnyerte a csoportelődöntőt (Red Skins) 2–1 Elvesztette a csoportdöntőt (Packers) 1–2 |       | Cliff Barker            |
| 1950–1951 | Nyugat  | 4.       | 31 | 37 | .456 | 13   | Elvesztette a csoportelődöntőt (Lakers) 1–2                                            |       | Cliff BarkerWally Jones |
| 1951–1952 | Nyugat  | 3.       | 34 | 32 | .515 | 7    | Elvesztette a csoportelődöntőt (Lakers) 0–2                                            |       | Herm Schaefer           |
| 1952–1953 | Nyugat  | 4.       | 28 | 43 | .394 | 20.5 | Elvesztette a csoportelődöntőt (Lakers) 0–2                                            |       | Herm Schaefer           |

## Fontos játékosok

### Hall of Fame
A csapat egy játékosát se iktatták be.

### Más
- Ralph Beard
- Alex Groza
- Wallace Jones
- Paul Walther
- Kleggie Hermsen